# Королевские регалии Германии
Королевские регалии Германии — атрибуты королевской (императорской) власти правителей германских государств от Священной Римской империи до Германской империи (1871—1918).

## Регалии Священной Римской империи

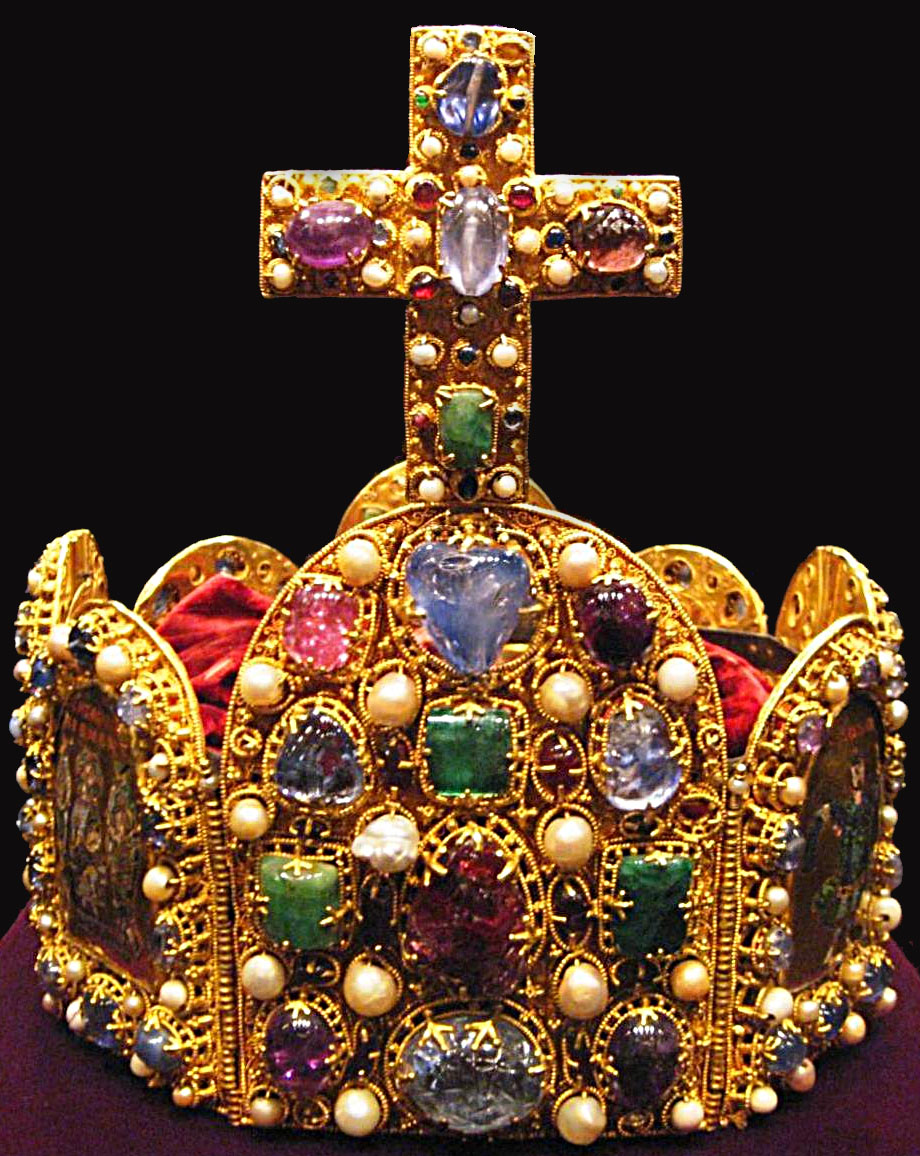
Корона Карла Великого. Вид спереди.

Атрибутами императорской власти правителей Священной Римской империи германской нации (существовала в 962—1806 годах) являлись имперские клейноды (нем. Reichskleinodien), важнейшими из которых были имперская корона, Копьё Судьбы и имперский меч. В настоящее время имперские клейноды хранятся в сокровищнице замка Хофбург в Вене и делятся на две части: «Нюрнбергские клейноды», хранившиеся с 1424 по 1796 в Нюрнберге, и «Ахенские клейноды», хранившиеся в Ахене до 1794 г.

## Регалии отдельных германских монархий

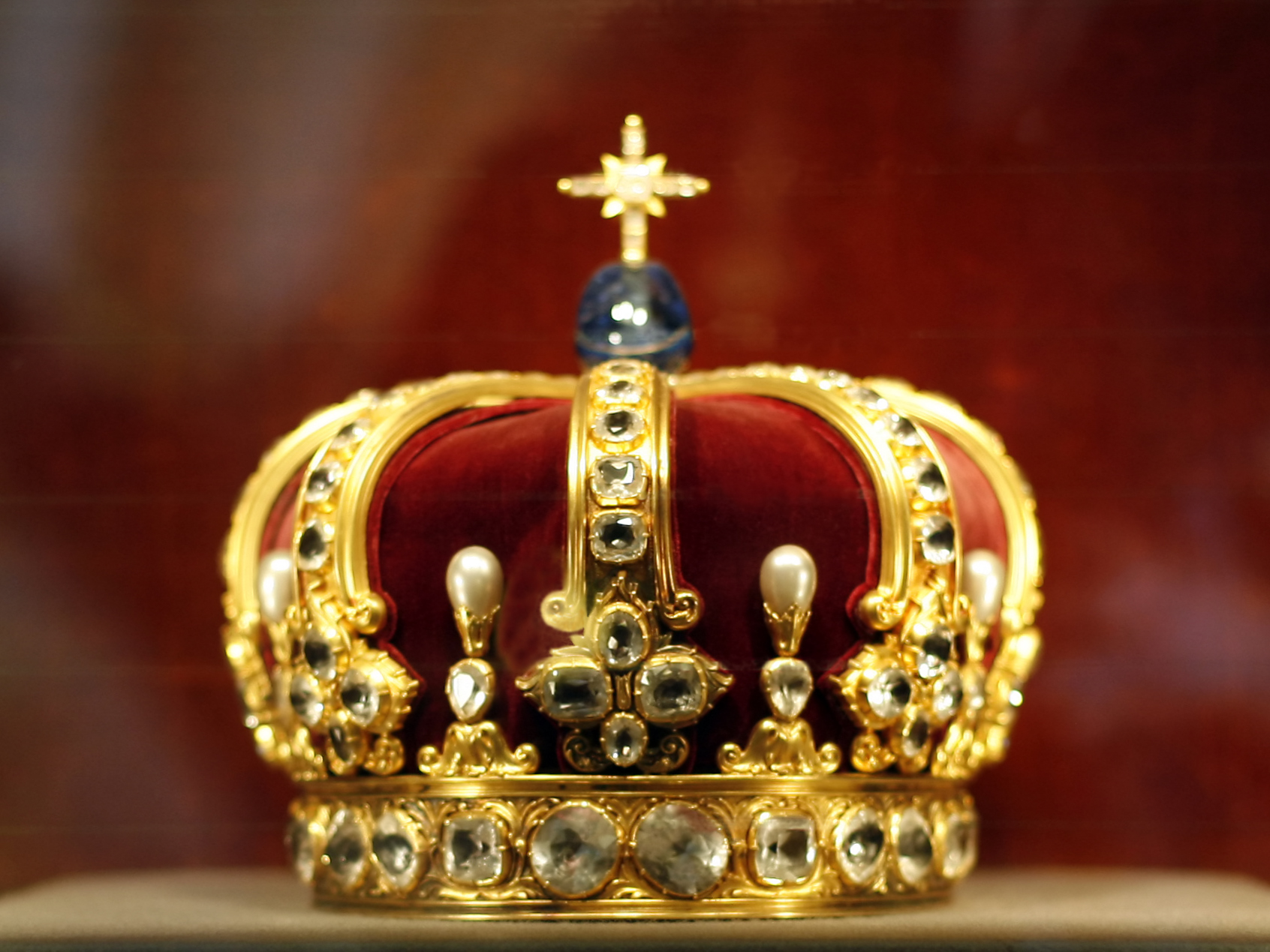
Корона Вильгельма II, замок Гогенцоллерн

Формально Священная Римская империя прекратила существование после разгрома Австрии (называвшейся с 1804 года Австрийской империей) в войне 1805 года, в 1806 году император Франц II сложил с себя титул императора Священной Римской империи, оставшись императором Австрии. За месяц до того германские княжества объединились в Рейнский союз, где полновластным фактическим правителем стал Наполеон. Число германских государств в результате поглощения мелких владений сократилось до 40. В период раздробленности Германии ряд государств, имевших статус герцогств, курфюршеств и т. д., повысили свой статус до королевств, в связи с чем их монархи обзаводились собственными королевскими регалиями. Так возникли королевские регалии Баварии, Вюртемберга, Пруссии и т. д.

## Регалии Германской империи

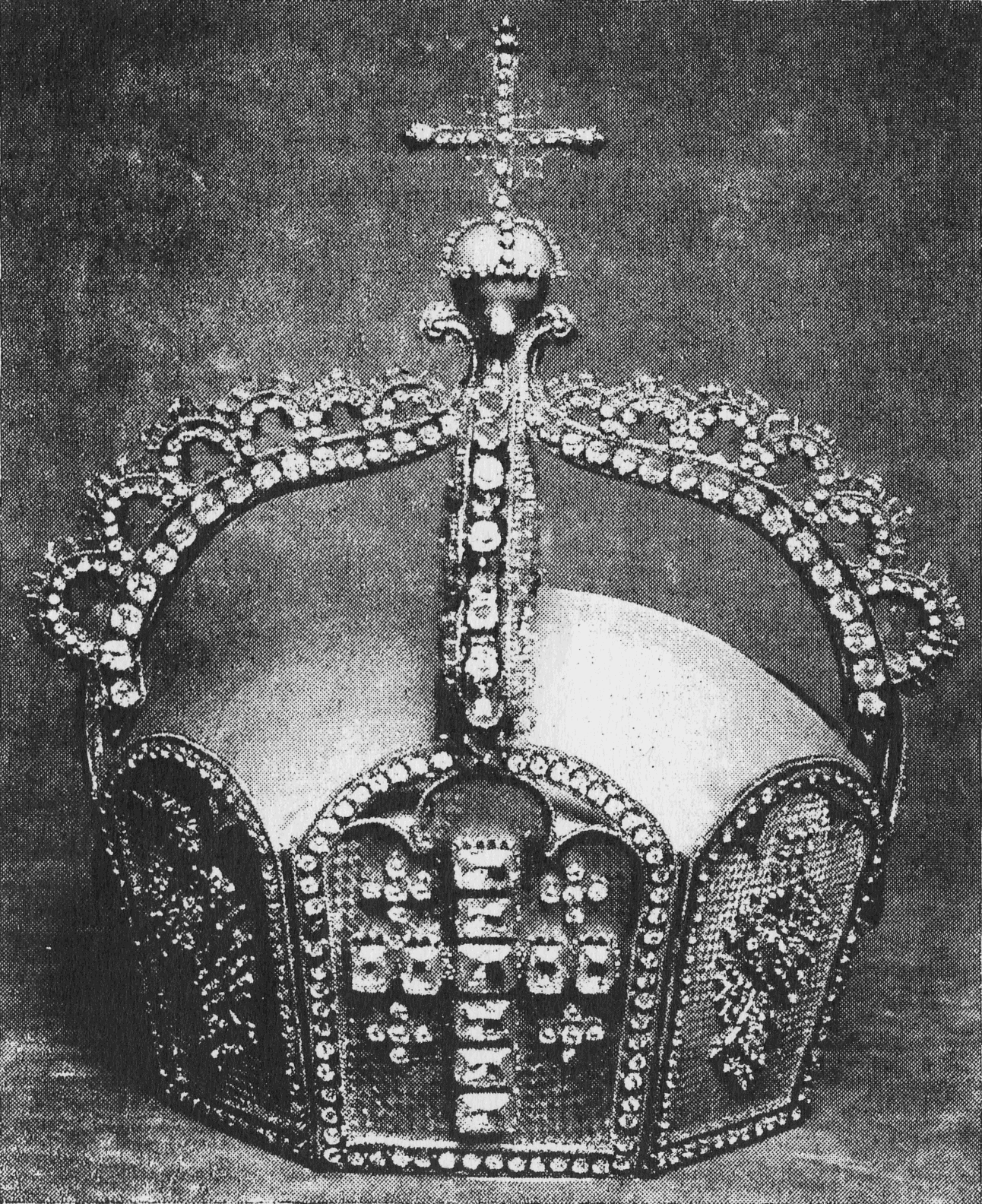
Деревянная модель короны Германской Империи, хранившаяся во дворце Монбижу

После объединения Германии и создания в 1871 году Германской империи, просуществовавшей до 1918 года, была предпринята попытка создания регалий новой империи. В 1871 году был разработан эскиз и деревянная модель новой имперской короны, в основу дизайна которой была положена модель Короны Священной Римской Империи, что должно было подчеркнуть преемственность Германской империи от Священной Римской Империи. По неизвестным причинам корона по разработанной модели так и не была изготовлена, а деревянная модель находилась в фамильном музее Гогенцоллернов во дворце Монбижу в Берлине до Второй мировой войны.
Рисунок этой короны в настоящее время используется в качестве эмблемы немецкой монархической группировкой «Традиция и  жизнь».